# Elias Mendes Trindade
Elias Mendes Trindade (São Paulo, Brasil, 16 de mayo de 1985) es un exfutbolista brasileño que jugaba de centrocampista.
Debutó profesionalmente en el S. C. Corinthians. Ha sido internacional y disputó la Copa América 2011 con la selección de Brasil. Ha sido campeón de la Copa de Brasil en 2009 y 2013 y del Campeonato Paulista en 2009.

## Trayectoria

### Brasil
Elías se crio en el eterno rival del Corinthians, el Palmeiras. Pero para Emerson Leão, por entonces técnico del Verdao, el menudo punta, porque por entonces actuaba como delantero, no daba la talla para el primer equipo. El chico no podía entenderlo ya que dos años antes, en 2002, había concluido el Paulista Sub-17 como máximo artillero con 20 goles formando dúo con Vágner Love y además venía de proclamarse campeón estatal marcándole un gol en la final, precisamente, al Corinthians.
Tras ocho años en las categorías inferiores del Palmeiras, tuvo que hacer las maletas, pero su carrera siguió en declive. Se marchó a jugar a Náutico, pero el club atravesaba momentos difíciles. De nuevo obligado a emigrar, decidió regresar a su São Paulo natal, pero allí fue incapaz de encontrar acomodo. El joven cayó entonces en una depresión porque veía esfumarse su sueño. Entre familiares y amigos consiguieron convencerle de que, al menos, siguiera jugando al fútbol como amateur en São Paulo.
Unos ojeadores le invitaron entonces a probar con el Sao Bento dirigido por Freddy Rincón. El colombiano apadrinó al jugador y cambió su rol en el campo. Rincón vio en él a un jugador con buen manejo de balón, gran despliegue físico y una peligrosa llegada al área. Le hizo jugar de centrocampista ofensivo y todo cambió radicalmente.
Desde entonces llevó una meteórica progresión pasando por Juventus, Ponte Preta y finalmente Corinthians auspiciado por Mano Menezes. Con él, Elías consiguió devolver al histórico Timão a Primera y se coronó campeón Paulista en compañía de su gran amigo y protector Ronaldo.

### Europa

#### Atlético de Madrid
En diciembre de 2010, una vez concluido el Brasileirão, en el que el Corinthians terminó en tercera posición, se dio a conocer el fichaje de Elias por el Atlético de Madrid de cara a la temporada 2010-11 en España. Llegó en el mercado invernal para reforzar al conjunto madrileño a cambio de 7 millones de euros. El 17 de enero debutó con el equipo colchonero en el Vicente Calderón en el partido correspondiente a la decimonovena jornada de Liga frente al Real Club Deportivo Mallorca disputando el partido como titular y finalizando el encuentro con una victoria tres a cero. Tres días después lo haría en la Copa del Rey en el partido de vuelta de los cuartos de final frente al Real Madrid en el estadio Vicente Calderón, partido que finalizó con una derrota por cero a uno y que conllevó la eliminación del club rojiblanco por un global de uno a cuatro. El 2 de marzo de 2011 consiguió su primer gol como rojiblanco que significó el empate a uno definitivo frente al Getafe, en el partido correspondiente a la vigesimosexta jornada de Liga. En la temporada 2011-12, el 18 de agosto jugó su primer partido de competición europea y consiguió dos goles que significaron la victoria por dos a cero del Atlético de Madrid frente al Vitória de Guimaraes en la ida de la cuarta ronda de clasificación de la Europa League. Pese a esta actuación, el 27 de agosto el Atlético de Madrid anunció que era el extracomunitario excluido de la lista de inscritos para la Liga.

#### Sporting de Portugal
El 31 de agosto de 2011 el Atlético de Madrid y el Sporting de Lisboa llegaron a un acuerdo para el traspaso de Elias a este último a cambio de 8,85 millones de euros. El 10 de septiembre debutó con su nuevo club ante el Paços Ferreira en el partido correspondiente a la segunda jornada de Liga, anotando un gol y consiguiendo una victoria por dos a tres. El 21 de noviembre debutó en la Taça de Portugal en el partido frente al Braga correspondiente a la cuarta eliminatoria. El partido finalizó con una victoria del Sporting por dos cero clasificándose para los octavos de final. El 11 de enero de 2012 anotó su primer gol en competición copera nacional en el empate a dos frente al Nacional correspondiente al partido de ida de las semifinales de la Taça de Portugal. El 23 de agosto de 2012 debutó en competición internacional con el Sporting de Lisboa en el empate a uno ante el Horsens correspondiente al partido de ida de la ronda de play-off de la Europa League. En el partido de vuelta anotó su primer gol en competición internacional con el Sporting de Lisboa en la victoria por cinco a cero que les clasificó para la fase de grupos.

### Vuelta a Brasil

#### Flamengo
En el mercado de invierno de la temporada 2012-13 fue cedido al Flamengo con el que debutó el 27 de enero de 2013 en la victoria por uno a cero ante el Volta Redonda correspondiente a la tercera jornada del Campeonato Carioca. El 14 de marzo anotó su primer gol con el Flamengo en la derrota dos a tres ante el Resende. En la Copa de Brasil Elias tuvo una actuación destacada anotando 5 goles en 13 partidos y colaborando a la consecución del título el 28 de noviembre. Tras empatar a uno en el partido de ida de la final, en el partido de vuelta el Flamengo ganó por dos cero al Atlético Paranaense siendo el primer gol obra de Elias.

#### De nuevo Corinthians
Tras finalizar la cesión al Flamengo, Elias regresó al Sporting de Portugal aunque no llegó a disputar ningún partido debido al conflicto entre el club y el jugador. Tras más de tres meses de tira y afloja, finalmente el 7 de abril de 2014 fue traspasado al Corinthians por 4 millones de euros. El equipo brasileño terminó la temporada en cuarta posición de la Serie A y consiguió la clasificación para disputar la Copa Libertadores 2015.

## Selección nacional
El 23 de septiembre de 2010 recibió su primera convocatoria con la selección de Brasil de mano del seleccionador Mano Menezes, quien ya le diera la titularidad a su llegada al Corinthians. El 8 de junio de 2011 fue convocado para disputar su primera Copa América en la que solo disputó 14 minutos cuando sustituyó en el último partido de la fase de grupos a Ganso en la victoria de Brasil por cuatro a dos a Ecuador.
El 5 de mayo de 2015 fue convocado para disputar su segunda Copa América. Esta vez fue titular en todos los partidos pero Brasil, de nuevo, fue eliminada en cuartos de final.

## Estadísticas

### Clubes
- Actualizado el 11 de febrero de 2022.:[8]

| Club | Div.          | Temporada     | Liga  | Liga  | Copas nacionales(1) | Copas nacionales(1) | Torneos internacionales(2) | Torneos internacionales(2) | Total | Total | Media goleadora |
| Club | Div.          | Temporada     | Part. | Goles | Part.               | Goles               | Part.                      | Goles                      | Part. | Goles | Media goleadora |
| --- | ------------- | ------------- | ----- | ----- | ------------------- | ------------------- | -------------------------- | -------------------------- | ----- | ----- | --------------- |
| Náutico | 2.ª           | 2005-2008     | ?     | ?     | ?                   | ?                   | ?                          | ?                          | ?     | ?     | ?               |
| S. C. Corinthians · Brasil | 2.ª           | 2008          | 30    | 3     | -                   | -                   | -                          | -                          | 30    | 3     | 0,10            |
| S. C. Corinthians · Brasil | 1.ª           | 2009          | 31    | 3     | 28                  | 4                   | -                          | -                          | 59    | 7     | 0,12            |
| S. C. Corinthians · Brasil | 1.ª           | 2010          | 33    | 7     | 15                  | 3                   | 8                          | 3                          | 56    | 13    | 0,23            |
| S. C. Corinthians · Brasil | Total club    | Total club    | 94    | 13    | 43                  | 7                   | 8                          | 3                          | 145   | 23    | 0,16            |
| Atlético de Madrid · España | 1.ª           | 2010-11       | 15    | 2     | 1                   | 0                   | -                          | -                          | 16    | 2     | 0,13            |
| Atlético de Madrid · España | 1.ª           | 2011-12       | 0     | 0     | 0                   | 0                   | 2                          | 2                          | 2     | 2     | 1               |
| Atlético de Madrid · España | Total club    | Total club    | 15    | 2     | 1                   | 0                   | 2                          | 2                          | 18    | 4     | 0,22            |
| Sporting de Lisboa Portugal | 1.ª           | 2011-12       | 25    | 2     | 8                   | 1                   | -                          | -                          | 33    | 3     | 0,09            |
| Sporting de Lisboa Portugal | 1.ª           | 2012-13       | 9     | 0     | 1                   | 0                   | 5                          | 1                          | 15    | 1     | 0,07            |
| Sporting de Lisboa Portugal | Total club    | Total club    | 34    | 2     | 9                   | 1                   | 5                          | 1                          | 48    | 4     | 0,08            |
| C. R. Flamengo · Brasil | 1.ª           | 2013          | 30    | 4     | 25                  | 6                   | -                          | -                          | 55    | 10    | 0,18            |
| C. R. Flamengo · Brasil | Total club    | Total club    | 30    | 4     | 25                  | 6                   | -                          | -                          | 55    | 10    | 0,18            |
| S. C. Corinthians · Brasil | 1.ª           | 2014          | 24    | 3     | 5                   | 1                   | -                          | -                          | 29    | 4     | 0,14            |
| S. C. Corinthians · Brasil | 1.ª           | 2015          | 24    | 5     | 8                   | 0                   | 10                         | 4                          | 42    | 9     | 0,21            |
| S. C. Corinthians · Brasil | Total club    | Total club    | 48    | 8     | 13                  | 1                   | 10                         | 4                          | 71    | 13    | 0,18            |
| Atlético Mineiro | 1.ª           | 2017-2020     | ?     | ?     | ?                   | ?                   | ?                          | ?                          | ?     | ?     | ?               |
| EC Bahia | 1.ª           | 2020-2021     | ?     | ?     | ?                   | ?                   | ?                          | ?                          | ?     | ?     | ?               |
| Total carrera | Total carrera | Total carrera | 221   | 29    | 91                  | 15                  | 25                         | 10                         | 337   | 54    | 0,16            |
| (1) Incluye datos de Campeonato Paulista (2009-10) y (2015); Copa de Brasil (2009) y (2013-15); Copa del Rey (2010-11); Copa de Portugal (2011-12); Copa de la Liga de Portugal (2011-13); Campeonato Carioca (2013). (2) Incluye datos de Copa Libertadores (2010) y (2015); Europa League (2011-13). |               |               |       |       |                     |                     |                            |                            |       |       |                 |

### Selecciones

#### Participaciones en fases finales
| Competición       | Categoría | Sede      | Resultado        | Partidos | Goles |
| ----------------- | --------- | --------- | ---------------- | -------- | ----- |
| Copa América 2011 | Absoluta  | Argentina | Cuartos de final | 2        | 0     |
| Copa América 2015 | Absoluta  | Chile     | Cuartos de final | 4        | 0     |
| Total             | –         | –         | –                | 5        | 0     |

## Palmarés

### Títulos nacionales
| Título               | Club              | País   | Año  |
| -------------------- | ----------------- | ------ | ---- |
| Campeonato Paulista  | S. C. Corinthians | Brasil | 2009 |
| Copa de Brasil       | S. C. Corinthians | Brasil | 2009 |
| Copa de Brasil       | C. R. Flamengo    | Brasil | 2013 |
| Campeonato Brasileño | S. C. Corinthians | Brasil | 2015 |

### Distinciones individuales
| Distinción                     | Año  |
| ------------------------------ | ---- |
| 11 Ideal del Copa Sudamericana | 2019 |